# Scorpius X-1
Pour les articles homonymes, voir X-1.
Désignations
Scorpius X-1, ou Sco X-1 est une source de rayons X située à environ 9000 années-lumière de la Terre (2800 +/- 300 parsecs) dans la constellation du Scorpion. En dehors du Soleil, c'est la plus puissante source de rayons X du ciel. Sa puissance dans le domaine des rayons X est égale à 2,3×1031 W, soit environ 60 000 fois la luminosité totale du Soleil. Elle fut découverte en 1962 par une équipe conduite par Riccardo Giacconi de la société American Science and Engineering, Cambridge (Massachusetts), qui lança une fusée sonde Aerobee équipée d'un détecteur de rayons X pour rechercher les émissions X de la Lune. Au lieu de cela, Scorpius X-1 devint la première source de rayons X découverte en dehors du système solaire. L'objet fut ensuite associé à une faible étoile variable bleue (V818 Scorpii). La découverte de cet objet signe l'acte de naissance de l'astronomie des rayons X. Riccardo Giacconi en sera récompensé 40 ans plus tard par l'attribution du Prix Nobel de physique, en 2002.
Scorpius X-1 présente des variations régulières d'intensité allant jusqu'à 1 magnitude, avec une période d'environ 18,9 heures. Elles sont dues à une étoile compagnon qui éclipse régulièrement Scorpius X-1 vu depuis la Terre. Scorpius X-1 elle-même est une étoile à neutrons dont l'intense gravité arrache de la matière à l'étoile compagnon en formant un disque d'accrétion, qui finit par tomber sur la surface, produisant une quantité d'énergie considérable. Comme cette matière stellaire est accélérée par le champ gravitationnel de Scorpius X-1, des rayons X sont émis.
Ce système est classé comme une binaire X à faible masse ; la masse de l'étoile à neutrons vaut environ 1,4 masse solaire, tandis que celle de l'étoile compagnon est de seulement 0,42 masse solaire. Les deux étoiles ne se sont probablement pas formées ensemble ; des recherches récentes suggèrent que la binaire pourrait s'être formée lors d'une rencontre rapprochée dans un amas globulaire.